# Conflitos étnicos no Quênia
Os conflitos étnicos no Quênia ocorrem com frequência, embora a maioria sejam escaramuças menores. Um aumento significativo na severidade de tais conflitos entre os vários grupos étnicos que habitam o país foi testemunhado após a introdução de políticas multipartidárias no início dos anos 1990, especialmente durante a crise queniana de 2007-2008.  Grandes conflitos também levaram a êxodos de comunidades de minorias étnicas com raízes em outras áreas geográficas.

## Fatores
Vários fatores têm sido identificados como a origem dos surtos de violência entre populações que vivem em estreita proximidade uma da outra. Estes incluem: 
- Políticas coloniais;
- Instigação política;
- Disponibilidade de terras;
- Acesso a recursos hídricos e pastagens;
- Perda de pastagens tradicionais;
- Abigeato de gado no Quênia;
- Falta de fontes alternativas de subsistência;
- Receios de terrorismo;
- Assédio;
- Roubo e extorsão.

## Conflito nacional
O conflito mais significativo testemunhado desde a independência do Quênia da Grã-Bretanha foi a crise queniana de 2007-2008, uma série de confrontos inter-étnicos desencadeados devido as disputadas eleições presidenciais de 2007.
No início de 2008, estimou-se que cerca de um terço dos 2.200 membros da comunidade indiana em Kisumu, que controlava a maior parte do comércio da cidade, havia começado a repatriar após os confrontos étnicos. De acordo com o representante da comunidade, Yogesh Dawda, os indianos residentes não confiaram na capacidade da polícia queniana para garantir a sua segurança. 

## Importantes conflitos regionais

### Província do Vale do Rift
Em 1992, 5.000 pessoas foram mortas e outras 75.000 deslocadas na Província do Vale do Rift, com a cidade de Molo sendo o epicentro da violência. O conflito ocorreu principalmente entre as comunidades kalenjin e kikuyu com a posse de terras citada como uma das principais razões para o conflito. 
Em 2012, os confrontos entre os grupos étnicos no distrito de Samburu resultaram na morte de mais de quarenta pessoas, incluindo policiais enviados para reprimir a violência.
Em março de 2017, treze pessoas foram mortas e quatro ficaram feridas no condado de Baringo durante uma série de roubos de gado. 

### Província Ocidental
No ano de 2005 inicia-se uma insurgência no distrito de Mount Elgon, na Província Ocidental do Quênia. Esta foi liderada pelas Forças de Defesa da Terra Sabaot (SLDF, Sabaot Land Defence Force), cujos membros eram oriundos do povo Sabaot, que é uma sub-tribo dos Kalenjin.

### Província da Costa
Em 1997 ocorreram uma série de confrontos na divisão Likoni, no distrito de Mombasa. 
Em 2012-2013, houve violência étnica entre os grupos Orma e Pokomo, no distrito do Rio Tana, que historicamente lutam por pastagens, terras agrícolas e água. 